# Alexandre Desplat
Alexandre Michel Gérard Desplat, född 23 augusti 1961 i Paris i Frankrike, är en fransk kompositör av filmmusik. Desplat har vunnit två Oscars för Bästa filmmusik  i The Grand Budapest Hotel och The Shape of Water.

## Filmografi (i urval)
- 1994 – Se männen falla
- 1995 – Oskyldiga lögner
- 1996 – Den diskrete hjälten
- 1996 – Dödlig terapi
- 1998 – En chans på två
- 1999 – En dag i taget
- 2000 – Spelets mästare
- 2002 – Operation fritagning
- 2003 – Virus i paradiset (TV-film)
- 2003 – Flicka med pärlörhänge
- 2004 – Birth
- 2005 – The Upside of Anger
- 2005 – Mitt hjärtas förlorade slag
- 2005 – Gisslan
- 2005 – Casanova
- 2005 – Syriana
- 2006 – The Alibi
- 2006 – Firewall
- 2006 – The Queen
- 2006 – Kärlekens slöja
- 2007 – Michou d'Auber
- 2007 – Lust, Caution
- 2007 – I fiendens närhet
- 2007 – Den magiska leksaksaffären
- 2007 – Guldkompassen
- 2008 – Largo Winch
- 2008 – Benjamin Buttons otroliga liv
- 2009 – The Messenger
- 2009 – Chéri
- 2009 – Coco - livet före Chanel
- 2009 – En profet
- 2009 – L'armée du crime
- 2009 – Julie & Julia
- 2009 – Den fantastiska räven
- 2009 – The Twilight Saga: New Moon
- 2010 – The Ghost Writer
- 2010 – Tamara Drewe
- 2010 – The Special Relationship (TV-film)
- 2010 – The King's Speech
- 2010 – Harry Potter och dödsrelikerna – Del 1
- 2011 – Brunnsgrävarens dotter
- 2011 – The Tree of Life
- 2011 – A Better Life
- 2011 – Harry Potter och dödsrelikerna – Del 2
- 2011 – Maktens män
- 2011 – Carnage
- 2011 – Extremt högt och otroligt nära
- 2012 – My Way
- 2012 – Moonrise Kingdom
- 2012 – Rust and Bone
- 2012 – Reality
- 2012 – Renoir
- 2012 – Argo
- 2012 – De fem legenderna
- 2012 – Zero Dark Thirty
- 2013 – Cape Town Cops
- 2013 – Philomena
- 2014 – The Monuments Men
- 2014 – The Grand Budapest Hotel
- 2014 – Godzilla
- 2014 – The Imitation Game
- 2014 – Unbroken
- 2015 – Every Thing Will Be Fine
- 2015 – Tale of Tales
- 2015 – En vansinnig idé
- 2015 – Suffragette
- 2015 – The Danish Girl
- 2016 – Ensam i Berlin
- 2016 – Florence Foster Jenkins
- 2016 – Husdjurens hemliga liv
- 2016 – Fyren mellan haven
- 2016 – Så länge hjärtat kan slå
- 2016 – American Pastoral
- 2017 – Valerian and the City of a Thousand Planets
- 2017 – The Shape of Water
- 2017 – Suburbicon
- 2018 – Isle of Dogs
- 2019 – Husdjurens hemliga liv 2
- 2019 – Unga kvinnor
- 2021 – The French Dispatch
- 2022 – Guillermo del Toros Pinocchio
- 2023 – Asteroid City

## Priser och nomineringar
| Pris          | År   | Film                          | Kategori        | Resultat  |
| ------------- | ---- | ----------------------------- | --------------- | --------- |
| Oscar         | 2007 | The Queen                     | Bästa filmmusik | Nominerad |
| Oscar         | 2009 | Benjamin Buttons otroliga liv | Bästa filmmusik | Nominerad |
| Oscar         | 2010 | Den fantastiska räven         | Bästa filmmusik | Nominerad |
| Oscar         | 2011 | The King's Speech             | Bästa filmmusik | Nominerad |
| Oscar         | 2013 | Argo                          | Bästa filmmusik | Nominerad |
| Oscar         | 2014 | Philomena                     | Bästa filmmusik | Nominerad |
| Oscar         | 2015 | The Grand Budapest Hotel      | Bästa filmmusik | Vann      |
| Oscar         | 2015 | The Imitation Game            | Bästa filmmusik | Nominerad |
| Oscar         | 2018 | The Shape of Water            | Bästa filmmusik | Vann      |
| Oscar         | 2019 | Isle of Dogs                  | Bästa filmmusik | Nominerad |
| Golden Globes | 2004 | Flicka med pärlörhänge        | Bästa filmmusik | Nominerad |
| Golden Globes | 2006 | Syriana                       | Bästa filmmusik | Nominerad |
| Golden Globes | 2007 | Kärlekens slöja               | Bästa filmmusik | Vann      |
| Golden Globes | 2009 | Benjamin Buttons otroliga liv | Bästa filmmusik | Nominerad |
| Golden Globes | 2011 | The King's Speech             | Bästa filmmusik | Nominerad |
| Golden Globes | 2013 | Argo                          | Bästa filmmusik | Nominerad |
| Golden Globes | 2015 | The Imitation Game            | Bästa filmmusik | Nominerad |
| Golden Globes | 2016 | The Danish Girl               | Bästa filmmusik | Nominerad |
| Golden Globes | 2018 | The Shape of Water            | Bästa filmmusik | Vann      |
| Golden Globes | 2019 | Isle of Dogs                  | Bästa filmmusik | Nominerad |
| BAFTA Awards  | 2004 | Flicka med pärlörhänge        | Bästa filmmusik | Nominerad |
| BAFTA Awards  | 2007 | The Queen                     | Bästa filmmusik | Nominerad |
| BAFTA Awards  | 2009 | Benjamin Buttons otroliga liv | Bästa filmmusik | Nominerad |
| BAFTA Awards  | 2010 | Den fantastiska räven         | Bästa filmmusik | Nominerad |
| BAFTA Awards  | 2011 | The King's Speech             | Bästa filmmusik | Vann      |
| BAFTA Awards  | 2013 | Argo                          | Bästa filmmusik | Nominerad |
| BAFTA Awards  | 2015 | The Grand Budapest Hotel      | Bästa filmmusik | Vann      |
| BAFTA Awards  | 2018 | The Shape of Water            | Bästa filmmusik | Vann      |
| BAFTA Awards  | 2019 | Isle of Dogs                  | Bästa filmmusik | Nominerad |